# Geldeston
Geldeston är en ort och civil parish i Storbritannien.   Den ligger i grevskapet Norfolk och riksdelen England, i den sydöstra delen av landet, 150 km nordost om huvudstaden London. Geldeston ligger 6 meter över havet och antalet invånare är 398.
Terrängen runt Geldeston är platt. Runt Geldeston är det tätbefolkat, med 308 invånare per kvadratkilometer. Närmaste större samhälle är Lowestoft, 16,0 km öster om Geldeston. Trakten runt Geldeston består till största delen av jordbruksmark.